# Liste der Staatsoberhäupter 1935
Übersicht
◄◄ | ◄ | 1931 | 1932 | 1933 | 1934 | Liste der Staatsoberhäupter 1935 | 1936 | 1937 | 1938 | 1939 | ► | ►►

Weitere Ereignisse

## Afrika
- Ägypten (1914–1936 britisches Protektorat)
  - Staatsoberhaupt: König Fu'ād I. (1917–1936) (bis 1922 Sultan)
  - Regierungschef: Ministerpräsident Muhammad Tawfiq Nasim Pascha (1920–1921, 1922–1923, 1934–1936)
  - Britischer Hochkommissar: Miles Lampson (1934–1936)

- Äthiopien
  - Staats- und Regierungschef: Kaiser Haile Selassie (1930–1974) (1916–1930 Regent, 1936–1941 im Exil)

- Liberia
  - Staats- und Regierungschef: Präsident Edwin Barclay (1930–1944)

- Südafrika
  - Staatsoberhaupt: König Georg V. (1910–1936)
    - Generalgouverneur: George Villiers, 6. Earl of Clarendon (1931–1937)

  - Regierungschef: Ministerpräsident J.B.M. Hertzog (1924–1939)

## Amerika

### Nordamerika
- Kanada
  - Staatsoberhaupt: König Georg V. (1910–1936)
    - Generalgouverneur:
      - Vere Ponsonby, 9. Earl of Bessborough (1931–28. September 1935)
      - Lyman Poore Duff (1931, 28. September 1935–2. November 1935, 1940) (kommissarisch)
      - John Buchan, 1. Baron Tweedsmuir (2. November 1935–1940)

  - Regierungschef:
    - Premierminister Richard Bedford Bennett (1930–23. Oktober 1935)
    - Premierminister William Lyon Mackenzie King (1921–1926, 1926–1930, 23. Oktober 1935–1948)

- Mexiko
  - Staats- und Regierungschef: Präsident Lázaro Cárdenas del Río (1934–1940)

- Vereinigte Staaten von Amerika
  - Staats- und Regierungschef: Präsident Franklin D. Roosevelt (1933–1945)

### Mittelamerika
- Costa Rica
  - Staats- und Regierungschef: Präsident Ricardo Jiménez Oreamuno (1910–1914, 1924–1928, 1932–1936)

- Dominikanische Republik
  - Staats- und Regierungschef: Präsident Rafael Trujillo (1930–1938, 1942–1952)

- El Salvador
  - Staats- und Regierungschef:
    - Präsident Andrés Ignacio Menéndez (1934–1. März 1935, 1944) (kommissarisch)
    - Präsident Maximiliano Hernández Martínez (1931–1934, 1. März 1935–1944)

- Guatemala
  - Staats- und Regierungschef: Präsident Jorge Ubico Castañeda (1931–1944)

- Haiti
  - Staats- und Regierungschef: Präsident Sténio Vincent (1930–1941)

- Honduras
  - Staats- und Regierungschef: Präsident Tiburcio Carías Andino (1933–1949)

- Kuba
  - Staats- und Regierungschef:
    - Präsident Carlos Mendieta y Montefur (1934–11. Dezember 1935) (kommissarisch)
    - Präsident José Agripino Barnet (11. Dezember 1935–1936) (kommissarisch)

- Nicaragua
  - Staats- und Regierungschef: Präsident Juan Bautista Sacasa (1933–1936)

- Panama
  - Staats- und Regierungschef: Präsident Harmodio Arias Madrid (1932–1936)

### Südamerika
- Argentinien
  - Staats- und Regierungschef: Präsident Agustín Pedro Justo (1932–1938)

- Bolivien
  - Staats- und Regierungschef: Präsident José Luis Tejada Sorzano (1934–1936)

- Brasilien
  - Staats- und Regierungschef: Präsident Getúlio Vargas (1930–1945, 1951–1954)

- Chile
  - Staats- und Regierungschef: Präsident Arturo Alessandri (1920–1924, 1925, 1932–1938)

- Ecuador
  - Staats- und Regierungschef:
    - Präsident José María Velasco Ibarra (1934–21. August 1935, 1944–1947, 1952–1956, 1960–1961, 1968–1972)
    - Präsident José María Velasco Ibarra (21. August 1935–26. September 1935)
    - Vorsitzender der Militärjunta Benigno Andrade Flores (26. September 1935)
    - Oberster Staatschef Federico Páez (26. September 1935–1937) (ab 1937 Präsident)

- Kolumbien
  - Staats- und Regierungschef: Präsident Alfonso López Pumarejo (1934–1938, 1942–1945)
- Paraguay
  - Staats- und Regierungschef: Präsident Eusebio Ayala (1923–1924, 1924–1928, 1932–1936)

- Peru
  - Staatsoberhaupt: Präsident Oscar R. Benavides (1914–1915, 1933–1939)
  - Regierungschef:
    - Premierminister Carlos Arenas y Loayza (1934–Mai 1935)
    - Premierminister Manuel Estéban Rodríguez (Mai 1935–1936)

- Uruguay
  - Staats- und Regierungschef: Präsident Gabriel Terra (1931–1938)

- Venezuela
  - Staats- und Regierungschef:
    - Präsident Juan Vicente Gómez (1909–1910, 1910–1914, 1922–1929, 1931–17. Dezember 1935)
    - Präsident Eleazar López Contreras (17. Dezember 1935–1936, 1936–1941)

## Asien

### Ost-, Süd- und Südostasien
- Bhutan
  - Herrscher: König Jigme Wangchuk (1926–1952)

- China
  - Staatsoberhaupt: Vorsitzender der Nationalregierung Lin Sen (1931–1943)
  - Regierungschef:
    - Vorsitzender des Exekutiv-Yuans Wang Jingwei (1932–7. Dezember 1935)
    - Vorsitzender des Exekutiv-Yuans Chiang Kai-shek (7. Dezember 1935–1938)

- Britisch-Indien
  - Kaiser: Georg V. (1910–1936)
  - Vizekönig: Freeman Freeman-Thomas (1931–1936)

- Japan
  - Staatsoberhaupt: Kaiser Hirohito (1926–1989)
  - Regierungschef: Ministerpräsident Okada Keisuke (1934–1936)

- Mandschukuo (umstritten)
  - Staatsoberhaupt: Kaiser Puyi (1932–1945)
  - Regierungschef:
    - Ministerpräsident Zheng Xiaoxu (1932–1935)
    - Ministerpräsident Zhang Jinghui (1935–1945)

- Nepal
  - Staatsoberhaupt: König Tribhuvan (1911–1955)
  - Regierungschef: Ministerpräsident Juddha Shamsher Jang Bahadur Rana (1932–1945)

- Siam (heute: Thailand)
  - Staatsoberhaupt:
    - König Prajadhipok (1925–2. März 1935)
    - König Ananda Mahidol (2. März 1935–1946)

  - Regierungschef: Ministerpräsident General Phraya Phahon Phonphayuhasena (1933–1938)

### Vorderasien
- Irak
  - Staatsoberhaupt: König Ghazi (1933–1939)
  - Regierungschef:
    - Ministerpräsident Ali Jawdat al-Aiyubi (1934–1935)
    - Ministerpräsident Jamil al-Midfai (1. März–16. März 1935)
    - Ministerpräsident Yasin al-Hashimi (1935–1936)

- Jemen
  - Herrscher: König Yahya bin Muhammad (1918–1948)

- Persien (heute: Iran)
  - Staatsoberhaupt: Schah Reza Schah Pahlavi (1925–1941)
  - Regierungschef:
    - Ministerpräsident Mohammad Ali Foroughi (18. September 1933–3. Dezember 1935)
    - Ministerpräsident Mahmud Dscham (3. Dezember 1935–1939)

- Saudi-Arabien
  - Staatsoberhaupt und Regierungschef: König Abd al-Aziz ibn Saud (1932–1953)

- Transjordanien (heute: Jordanien)
  - Herrscher: Emir Abdallah ibn Husain I. (1921–1951)

### Zentralasien
- Afghanistan
  - Staatsoberhaupt: König Mohammed Sahir Schah (1933–1973)
  - Regierungschef: Ministerpräsident Sardar Mohammad Hashim Khan (1929–1946)

- Mongolei
  - Staatsoberhaupt: Vorsitzender des Großen Staats-Churals Anandyn Amar (1932–1936)
  - Regierungschef: Vorsitzender des Rats der Volkskommissare Peldschidiin Genden (1932–1936)

- Tibet (umstritten)
  - Herrscher: Dalai Lama Tendzin Gyatsho (6. Juli 1935–1951)

## Australien und Ozeanien
- Australien
  - Staatsoberhaupt: König Georg V. (1910–1936)
  - Generalgouverneur: Isaac Isaacs (1931–1936)
  - Regierungschef: Premierminister Joseph Lyons (1932–1939)

- Neuseeland
  - Staatsoberhaupt: König Georg V. (1910–1936)
  - Generalgouverneur:
    - Generalgouverneur: Charles Bathurst (1930–15. März 1935)
    - George Monckton-Arundell (12. April 1935–1941)

  - Regierungschef:
    - Premierminister George Forbes (1930–6. Dezember 1935)
    - Premierminister Michael Joseph Savage (6. Dezember 1935–1940)

## Europa
- Albanien
  - Staatsoberhaupt: König Ahmet Zogu (1925–1939, 1943–1946)
  - Regierungschef:
    - Ministerpräsident Pandeli Evangjeli (1921, 1930–22. Oktober 1935)
    - Ministerpräsident Mehdi Bej Frashëri (22. Oktober 1935–1936) (1943–1944 Präsident des Hohen Regentschaftrats)

- Andorra
  - Co-Fürsten:
    - Staatspräsident von Frankreich: Albert Lebrun (1932–1940)
    - Bischof von Urgell: Justí Guitart i Vilardebò (1920–1940)

- Belgien
  - Staatsoberhaupt: König Leopold III. (1934–1951) (1940–1945 in deutscher Gefangenschaft, 1945–1950 im Schweizer Exil)
  - Regierungschef:
    - Ministerpräsident Georges Theunis (1921–1925, 1934–25. März 1935)
    - Ministerpräsident Paul van Zeeland (25. März 1935–1937)

- Bulgarien
  - Staatsoberhaupt: Zar Boris III. (1918–1943)
  - Regierungschef:
    - Ministerpräsident Kimon Georgiew (1934–22. Januar 1935, 1944–1946)
    - Ministerpräsident Petar Iwanow Slatew (22. Januar 1935–21. April 1935)
    - Ministerpräsident Andrei Toschew (21. April 1935–23. November 1935)
    - Ministerpräsident Georgi Kjosseiwanow (23. November 1935–1940)

- Dänemark
  - Staatsoberhaupt: König Christian X. (1912–1947) (1918–1944 König von Island)
  - Regierungschef: Ministerpräsident Thorvald Stauning (1924–1926, 1929–1942)

- Deutsches Reich
  - Staats- und Regierungschef: „Führer und Reichskanzler“ Adolf Hitler (1933–1945)

- Estland
  - Staatsoberhaupt: Staatsältester Konstantin Päts (1921–1922, 1923–1924, 1931–1932, 1932–1933, 1933–1940) (1918–1919, 1934–1937 Ministerpräsident)
  - Regierungschef: Ministerpräsident Konstantin Päts (1918–9119, 1934–1937)  (1921–1922, 1923–1924, 1931–1932, 1932–1933, 1933–1940 Staatsältester)

- Finnland
  - Staatsoberhaupt: Präsident Pehr Evind Svinhufvud (1931–1937) (1917–1918, 1930–1931 Ministerpräsident)
  - Regierungschef: Ministerpräsident Toivo Kivimäki (1932–1936)

- Frankreich
  - Staatsoberhaupt: Präsident Albert Lebrun (1932–1940)
  - Regierungschef:
    - Präsident des Ministerrats Pierre-Étienne Flandin (1934–1. Juni 1935)
    - Präsident des Ministerrats Fernand Bouisson (1. Juni 1935–7. Juni 1935)
    - Präsident des Ministerrats Pierre Laval (1931–1932, 7. Juni 1935–1936, 1942–1944)

- Griechenland
  - Staatsoberhaupt:
    - Präsident Alexandros Zaimis (1929–10.  Oktober 1935) (1897–1899, 1901–1902, 1915, 1916, 1917, 1926–1928 Ministerpräsident)
    - Regent Georgios Kondylis (10. Oktober 1935–4. November 1935) (1926, 1935 Ministerpräsident)
    - König Georg II. (1922–1924, 4. November 1935–1947) (1941–1946 im Exil)

  - Regierungschef:
    - Ministerpräsident Panagis Tsaldaris (1932–1933, 1933–10. Oktober 1935)
    - Ministerpräsident Georgios Kondylis (1926, 10. Oktober 1935–30. November 1935) (1935 Regent)
    - Ministerpräsident Konstantinos Demertzis (30. November 1935–1936)

- Irland
  - Staatsoberhaupt: König Georg V. (1922–1936)
    - Generalgouverneur Domhnall Ua Buachalla (1932–1936)

  - Regierungschef: Taoiseach Éamon de Valera (1932–1948, 1951–1954, 1957–1959) (1959–1973 Präsident)

- Italien
  - Staatsoberhaupt: König Viktor Emanuel III. (1900–1946)
  - Regierungschef: Duce Benito Mussolini (1922–1943)

- Jugoslawien
  - Staatsoberhaupt: König Peter II. (1934–1945) (1941–1945 im Exil)
    - Regent: Prinz Paul (1934–1941)

  - Regierungschef:
    - Ministerpräsident Bogoljub Jevtić (1934–24. Juni 1935)
    - Ministerpräsident Milan Stojadinović (24. Juni 1935–1939)

- Lettland
  - Staatsoberhaupt: Präsident Alberts Kviesis (1930–1936)
  - Regierungschef: Ministerpräsident Kārlis Ulmanis (1918–1919, 1919–1921, 1925–1926, 1931, 1934–1940) (1936–1940 Präsident)

- Liechtenstein
  - Staatsoberhaupt: Fürst Franz I. (1929–1938)
  - Regierungschef Josef Hoop (1928–1945)

- Litauen
  - Staatsoberhaupt: Präsident Antanas Smetona (1918–1920, 1926–1940)
  - Regierungschef: Ministerpräsident Juozas Tūbelis (1929–1938)

- Luxemburg
  - Staatsoberhaupt: Großherzogin Charlotte (1919–1964) (1940–1945 im Exil)
  - Regierungschef: Staatsminister Joseph Bech (1926–1937, 1953–1958)

- Monaco
  - Staatsoberhaupt: Fürst Louis II. (1922–1949)
  - Regierungschef: Staatsminister Maurice Bouillaux-Lafont (1932–1937)

- Niederlande
  - Staatsoberhaupt: Königin Wilhelmina (1890–1948) (1940–1945 im Exil)
  - Regierungschef: Ministerpräsident Hendrikus Colijn (1925–1926, 1933–1939)

- Norwegen
  - Staatsoberhaupt: König Haakon VII. (1906–1957) (1940–1945 im Exil)
  - Regierungschef:
    - Ministerpräsident Johan Ludwig Mowinckel (1924–1926, 1928–1931, 1933–20. März 1935)
    - Ministerpräsident Johan Nygaardsvold (20. März 1935–1945) (1940–1945 im Exil)

- Österreich
  - Staatsoberhaupt: Bundespräsident Wilhelm Miklas (1928–1938)
  - Regierungschef: Bundeskanzler Kurt Schuschnigg (1934–1938)

- Polen
  - Staatsoberhaupt: Präsident Ignacy Mościcki (1926–1939)
  - Regierungschef:
    - Ministerpräsident Leon Kozłowski (1934–28. März 1935)
    - Ministerpräsident Walery Sławek (28. März–12. Oktober 1935)
    - Ministerpräsident Marian Zyndram-Kościałkowski (12. Oktober 1935–1936)

- Portugal
  - Staatsoberhaupt: Präsident Óscar Carmona (1925–1951)
  - Regierungschef: Ministerpräsident António de Oliveira Salazar (1932–1968)

- Rumänien
  - Staatsoberhaupt: König Karl II. (1930–1940)
  - Regierungschef: Ministerpräsident Gheorghe Tătărescu (1934–1937)

- San Marino
  - Capitani Reggenti:
    - Angelo Manzoni Borghesi (1911–1912, 1917–1918, 1924, 1931, 1934–1. April 1935, 1940) und Marino Michelotti (1934–1. April 1935, 1939–1940, 1943)
    - Federico Gozi (1. April 1935–1. Oktober 1935, 1940–1941) und Salvatore Foschi (1. April 1935–1. Oktober 1935, 1940–1941)
    - Pompeo Righi (1932, 1. Oktober 1935–1936, 1939) und Marino Morri (1927, 1931–1932, 1. Oktober 1935–1936, 1939)

  - Regierungschef: Außenminister Giuliano Gozi (1918–1943)

- Schweden
  - Staatsoberhaupt: König Gustav V. (1907–1950)
  - Regierungschef: Ministerpräsident Per Albin Hansson (1932–1936)

- Schweiz[1]
  - Bundespräsident: Rudolf Minger (1935)
  - Bundesrat:
    - Giuseppe Motta (1911–1940)
    - Edmund Schulthess (1912–15. April 1935)
    - Marcel Pilet-Golaz (1929–1944)
    - Albert Meyer (1930–1938)
    - Rudolf Minger  (1930–1940)
    - Johannes Baumann (1934–1940)
    - Philipp Etter (1934–1959)
    - Hermann Obrecht (15. April 1935–1940)

- Sowjetunion
  - Parteichef: Generalsekretär der KPdSU Josef Stalin (1922–1953)
  - Staatsoberhaupt: Vorsitzender des Präsidiums des obersten Sowjets Michail Iwanowitsch Kalinin (1922–1946)
  - Regierungschef: Vorsitzender des Ministerrats Wjatscheslaw Michailowitsch Molotow (1930–6. Mai 1941)

- Spanien
  - Staatsoberhaupt: Präsident Niceto Alcalá Zamora (1931–1936)
  - Regierungschef:
    - Regierungspräsident Alejandro Lerroux (1934–25. September 1935)
    - Regierungspräsident Joaquín Chapaprieta Torregrosa (25. September–14. Dezember 1935)
    - Regierungspräsident Manuel Portela Valladares (14. Dezember 1935–1936)

- Tschechoslowakei
  - Staatsoberhaupt:
    - Präsident Tomáš Masaryk (1918–18. Dezember 1935)
    - Präsident Edvard Beneš (18. Dezember 1935–1938, 1945–1948) (1921–1922 Ministerpräsident)

  - Regierungschef:
    - Ministerpräsident Jan Malypetr (1932–5. November 1935)
    - Ministerpräsident Milan Hodža (5. November 1935–1938)

- Türkei
  - Staatsoberhaupt: Präsident Kemal Atatürk (1923–1938)
  - Regierungschef: Ministerpräsident İsmet İnönü (1925–1937)

- Ungarn
  - Staatsoberhaupt: Reichsverweser Miklós Horthy (1920–1944)
  - Regierungschef: Ministerpräsident Gyula Gömbös (1932–1936)

- Vatikanstadt
  - Staatsoberhaupt: Papst Pius XI. (1929–1939)
  - Regierungschef: Kardinalstaatssekretär Eugenio Pacelli (1930–1939)

- Vereinigtes Königreich
  - Staatsoberhaupt: König Georg V. (1910–1936)
  - Regierungschef:
    - Premierminister Ramsay MacDonald (1929–7. Juni 1935)
    - Premierminister Stanley Baldwin (7. Juni 1935–1937)